# Josip Runjanin
Œuvres principales
Lijepa naša domovino (1846)
Josif Runjanin ou Josip Runjanin (en serbe cyrillique : Јосиф Руњанин ; né le 8 décembre 1821 à Vinkovci et mort le 2 février 1878 à Novi Sad) est un compositeur et un officier serbe de l'armée d'Autriche-Hongrie. Il a notamment composé la mélodie de l'hymne national croate Lijepa naša domovino.

## Biographie
La famille Runjanin était originaire du village de Runjani dans la région du Jadar située dans la vallée de la Drina, à l'ouest de l'actuelle Serbie. Elle s'était installée à Bijeljina, en Bosnie en 1718, au moment où l'empire d'Autriche avait instauré un éphémère royaume de Serbie conquis sur l'Empire ottoman. La plupart des membres de la famille s'étaient enfuis au moment de la seconde migration des Serbes en 1739, quand les régions situées au sud de la Save et du Danube furent reconquises par les Ottomans. La famille se réfugia alors à Osijek, dans le royaume de Slavonie contrôlé par les Habsbourgs. Un des membres de cette famille Ignjat (1798-1876), qui avait été capitaine dans l'armée d'Autriche, s'installa à Vinkovci. Josip était l'aîné des sept enfants d'Ignjat.

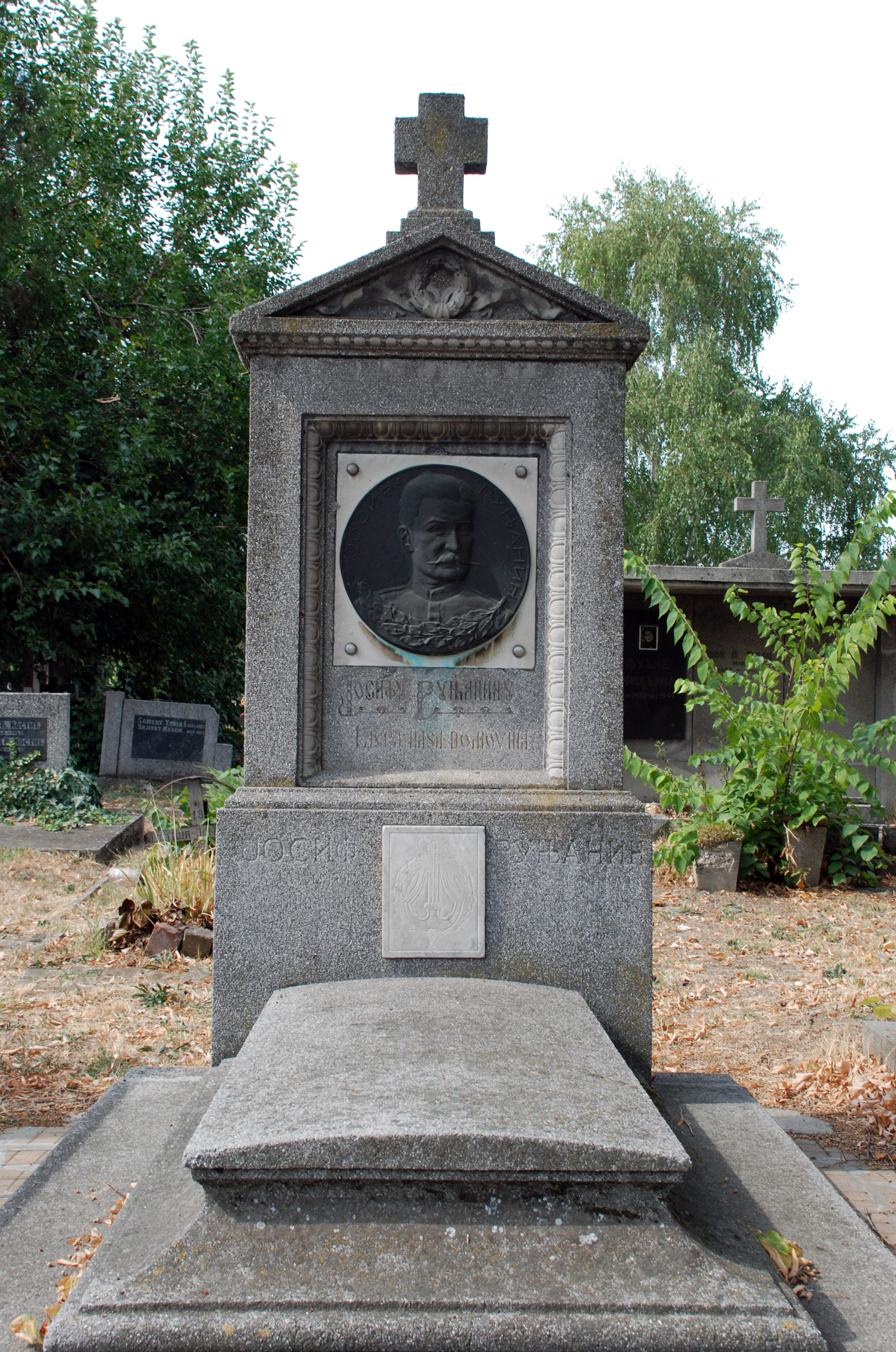
La tombe de Josip Runjanin dans le cimetière de la Dormition de Novi Sad

Né en décembre 1821, Josip Runjanin a été baptisé dans l'église orthodoxe de la Pentecôte de Vinkovci. Il a étudié dans sa ville natale puis à Sremski Karlovci. Il a ensuite servi dans l'armée impériale en tant que cadet dans la ville de Glina le long de la Frontière militaire. À Glina, il est élevé au rang de capitaine, tout en devant un bon pianiste grâce au chef de l'orchestre militaire ; il y fréquente également les cercles illyriens, où il rencontre le poète Antun Mihanović. Selon le musicologue croate Josip Andreis, Runjanin, musicien amateur, a composé la musique de Lijepa naša domovino, l'actuel hymne national croate, sur des paroles patriotiques de Mihanović, en 1846, s'inspirant d'un air de Gaetano Donizetti, O sole piu ratto a sorger t’appresta, emprunté au IIIe acte de son opéra Lucia di Lammermoor.
Son air Ljubimo te naša diko (Nous t'aimons, notre fierté) a été composé en utilisant des motifs de L'elisir d'amore de Donizetti, composé en l'honneur du ban de Croatie Josip Jelačić.
En 1864, Runjanin se marie avec la fille du capitaine Toma Perković. En tant que député du Premier régiment du Banat, il entre au Parlement croate en 1865. Avant sa retraite, il est élevé au grade de colonel.
Il s'installe ensuite à Novi Sad, où il meurt en février 1878. Josip Runjanin est enterré au cimetière de la Dormition de Novi Sad, où son monument funéraire fait partie d'un ensemble de 24 tombes de personnalités historiques, culturelles et autres inscrites sur la liste des monuments culturels protégés (identifiant no SK 1588) de la république de Serbie.

## Hommages
L'hymne national croate, composé par Mihanović et Runjanin a été joué pour la première fois dans les rues de Zagreb en 1891, lors de l'exposition de Croatie-Slavonie ; il assure à leurs auteurs un importante gloire posthume.
Plusieurs écoles de Croatie portent le nom de Josip Runjanin, dont l'école élémentaire élémentaire de musique Josip Runjanin (en croate : Osnovna glazbena škola Josipa Runjanina) de Vinkovci.

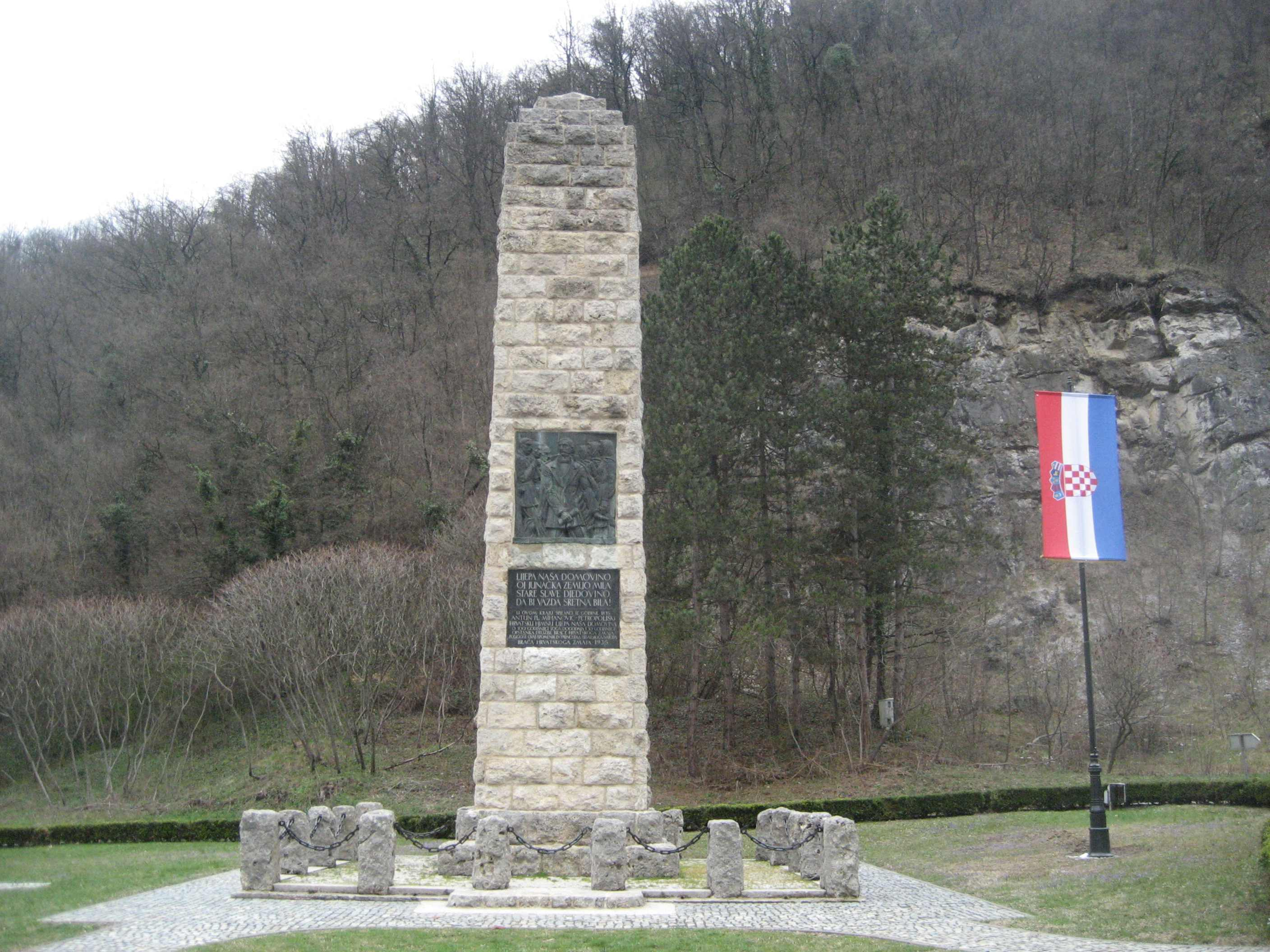
Le Monument à l'Hymne national croate